# 王用賓
王 用賓（おう ようひん）は、清末、中華民国の政治家・軍人。清末は革命派として活動し、民国時代は孫文に追随して中国国民党・国民政府で要職に就いた。字は太蕤。号は鶴村。

## 事績

### 革命派としての活動
儒者の家に生まれる。家が貧しかったため、父の王盈伯は学問を捨てて商売をなし、それにより王用賓の学費を賄った。1904年（光緒30年）、王用賓は日本への留学生に選抜され、法政大学で学んだ。翌年に中国同盟会に加入し、同盟会山西支部長として山西省からの革命派留学生の指導者となる。帰国後は、太原で革命派の『晋陽公報』を創刊して総編輯の地位につき、革命思想の宣伝につとめた。何度も官憲の取締りに遭い、日本への亡命も余儀なくされたこともあったが、王は革命活動を堅持している。また、革命派の有力者・呉禄禎を擁立して山西での蜂起も図ったが、呉が暗殺され叶わなかった。
1911年（宣統3年）10月に、山西省でも武昌起義に呼応して革命派が蜂起し、閻錫山が都督となった。王用賓も、閻の招聘に応じて山西省に戻る。王は河東兵馬節度使に推戴されて、清軍と戦った。中華民国成立後、王は臨時省議会議長となり、1913年（民国2年）には、参議院議員に当選した。同年、二次革命（第二革命）に参加して袁世凱と戦ったが、敗北に終わる。

### 国民党員としての活動
その後も反袁活動に従事し、護国戦争（第三革命）や護法運動にも加わった。1920年（民国9年）、孫文の広東大元帥府で参議に任命される。まもなく北方に戻り、1922年に国民党山西省支部籌備処処長を務めるなど、国民党の勢力拡大工作に従事した。1924年（民国13年）1月、国民党の第1回党大会に山西省代表として参加している。同年10月に、孫文の命により、直隷派の胡景翼の軍に慰問使として合流し（同年の北京政変で、胡は国民軍の指導者の1人となる）、河南省長公署秘書長や同省省長代理となった。
王用賓は、国民党、国民政府において要職を歴任している。1928年（民国17年）夏、国民革命軍南路軍総参議に就任し、同年10月には北平政治分会秘書長を務めた。また、この年から2期連続で立法院立法委員を務め、法制委員会や財政委員会で委員長に就いている。1934年（民国23年）からは国民政府司法行政部部長に就任して、国内司法制度の整備・強化に尽力した。1935年（民国24年）11月、国民党第5期中央執行委員候補に選出され、1937年（民国26年）8月からは中央公務員懲戒委員会委員長に移っている。1941年（民国30年）冬、前線将士慰労団第1団団長を務めた。詩への造詣も深く、詩集『半隠園詩草』なども出版している。1944年（民国33年）4月7日、心臓病により死去。享年64（満62歳）。

## 注
1. ↑  蕭（2005）、119-120頁。
2. 1 2 3 4  徐主編（2007）、84頁。
3. ↑  劉国銘主編（2005）、147-148頁。
4. ↑  蕭（2005）、120頁。
5. 1 2 3  劉国銘主編（2005）、148頁。
6. ↑  蕭（2005）、120-121頁。
7. ↑  蕭（2005）、121-122頁。